# Epichnopterix pullisimilella
Epichnopterix pullisimilella är en fjärilsart som beskrevs av Charles Théophile Bruand d’Uzelle 1850. Epichnopterix pullisimilella ingår i släktet Epichnopterix och familjen säckspinnare. Inga underarter finns listade i Catalogue of Life.